# العلاقات الأردنية السنغافورية
العلاقات الأردنية السنغافورية هي العلاقات الثنائية التي تجمع بين الأردن وسنغافورة.

## مقارنة بين البلدين
هذه مقارنة عامة ومرجعية للدولتين:
| وجه المقارنة                                              | الأردن                   | سنغافورة                                                             |
| --------------------------------------------------------- | ------------------------ | -------------------------------------------------------------------- |
| المساحة (كم2)                                             | 89.34 ألف                | 719                                                                  |
| عدد السكان (نسمة)                                         | 9.81 مليون               | 5.89 مليون                                                           |
| الكثافة السكانية (ن./كم²)                                 | 109.81                   | 819.19 ألف                                                           |
| العاصمة                                                   | عمان                     | سنغافورة                                                             |
| اللغة الرسمية                                             | اللغة العربية            | لغة إنجليزية، اللغة الملايو، اللغة الصينية القياسية، اللغة التاميلية |
| العملة                                                    | دينار أردني              | دولار سنغافوري                                                       |
| الناتج المحلي الإجمالي (بليون دولار)                      | 40.07 مليار              | 323.91 مليار                                                         |
| الناتج المحلي الإجمالي (تعادل القوة الشرائية) بليون دولار | 82.80 مليار              | 472.59 مليار                                                         |
| الناتج المحلي الإجمالي الاسمي للفرد دولار أمريكي          | 4.94 ألف                 | 52.89 ألف                                                            |
| الناتج المحلي الإجمالي للفرد دولار أمريكي                 | 12.05 ألف                | 82.76 ألف                                                            |
| مؤشر التنمية البشرية                                      | 0.748                    | 0.925                                                                |
| رمز المكالمات الدولي                                      | +962                     | +65                                                                  |
| رمز الإنترنت                                              | .jo                      | .sg                                                                  |
| المنطقة الزمنية                                           | ت ع م+02:00، ت ع م+03:00 | ت ع م+08:00، توقيت سنغافورة المنسق ‏                                  |

## منظمات دولية مشتركة
يشترك البلدان في عضوية مجموعة من المنظمات الدولية، منها:
| علم المنظمة | اسم المنظمة                               | تاريخ انضمام الأردن | تاريخ انضمام سنغافورة |
| ----------- | ----------------------------------------- | ------------------- | --------------------- |
|             | مؤسسة التنمية الدولية                     | 4 أكتوبر 1960       | 27 سبتمبر 2002        |
|             | يونسكو                                    | 14 يونيو 1950       | 8 أكتوبر 2007         |
|             | وكالة ضمان الاستثمار متعدد الأطراف        | 12 أبريل 1988       | 24 فبراير 1998        |
|             | الأمم المتحدة                             | 14 ديسمبر 1955      | 21 سبتمبر 1965        |
|             | الاتحاد البريدي العالمي                   | ?                   | ?                     |
|             | البنك الدولي للإنشاء والتعمير             | 29 أغسطس 1952       | 3 أغسطس 1966          |
|             | الاتحاد الدولي للاتصالات                  | 20 مايو 1947        | 22 أكتوبر 1965        |
|             | منظمة حظر الأسلحة الكيميائية              | ?                   | ?                     |
|             | مؤسسة التمويل الدولية                     | 20 يوليو 1956       | 4 سبتمبر 1968         |
|             | المركز الدولي لتسوية المنازعات الاستشارية | 29 نوفمبر 1972      | 13 نوفمبر 1968        |
|             | منظمة التجارة العالمية                    | ?                   | ?                     |
|             | منظمة الشرطة الجنائية الدولية             | ?                   | ?                     |

## وصلات خارجية
- موقع وزارة الخارجية الأردنية
- موقع وزارة الخارجية السنغافورية